# Leonid Alexejewitsch Kulik

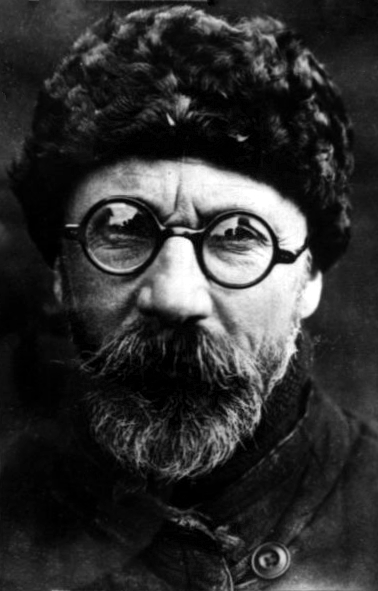
Leonid Alexejewitsch Kulik

Leonid Alexejewitsch Kulik (russisch Леонид Алексеевич Кулик; * 7. Augustjul. / 19. August 1883greg. in Tartu, Russisches Kaiserreich; † 24. April 1942 bei Spas-Demensk, Sowjetunion) war ein russischer Mineraloge, der für seine Forschungen auf dem Gebiet von Meteoriten bekannt ist.
Er wurde an der Forstakademie in Sankt Petersburg und an der Universität Kasan ausgebildet. Während des Russisch-Japanischen Kriegs diente er in der russischen Armee. Danach verbrachte er einige Zeit wegen revolutionärer Aktivitäten im Gefängnis. Anschließend diente er bis zum Ende des Ersten Weltkrieges in der russischen Armee.
Nach dem Krieg wurde er Ausbilder und lehrte Mineralogie in Tomsk. 1920 wurde ihm eine Stelle am Mineralogischen Museum in Sankt Petersburg angeboten.
1927 leitete er die erste sowjetische Forschungsexpedition zur Untersuchung des Tunguska-Vorfalls, der sich bereits am 30. Juni 1908 ereignet hatte. Er unternahm eine Erkundungsreise in das Gebiet und befragte lokale Zeugen. Er fand jedoch keine Fragmente eines Einschlags.
1941, nach dem Überfall Hitlerdeutschlands auf die Sowjetunion meldete sich Kulik zu einer Reservetruppe, geriet in deutsche Kriegsgefangenschaft und starb in einem Gefangenenlager an Typhus.

## Auszeichnungen
- Der Asteroid (2794) Kulik ist nach ihm benannt.
- Der Mondkrater Kulik ist ebenfalls nach ihm benannt.